# Christian Henn
Pour les articles homonymes, voir Henn.
Christian Henn, né le 11 mars 1964 à Heidelberg, est un directeur sportif et ancien coureur cycliste allemand. 

## Biographie
Christian Henn représenta l'Allemagne de l'Ouest aux Jeux olympiques d'été de 1988 à Séoul et y fut médaillé de bronze de la course en ligne. Il signa son premier contrat professionnel l'année suivante, avec l'équipe Carrera. Il fut ensuite membre de l'équipe Telekom de 1992 à 1999. Il y fut coéquipier d'Erik Zabel et Jan Ullrich, et champion d'Allemagne en 1996. Christian Henn mit fin à sa carrière de coureur en 1999, après un contrôle positif à la testostérone. Il est suspendu pendant six mois.
D'abord dirigeant de la modeste équipe allemande IPM-Profirad-Schwerin (GSII), qui fut rapidement dissoute à la suite du retrait du sponsor mêlé à une affaire de fraude, il est à partir de 2001 l'un des directeurs sportifs de l'équipe Gerolsteiner.
En 2007, Christian Henn a fait partie des anciens coureurs de l'équipe Télékom ayant avoué s'être dopé durant les années 1990. Il est, malgré cet aveu, resté membre de l'encadrement de Gerolsteiner.

## Palmarès

### Palmarès amateur
- 1984
  - 3e du championnat d'Allemagne du contre-la-montre par équipes amateurs
- 1985
  - 3e du Regio-Tour
- 1986
  - Classement général du Tour de Hesse
- 1988
  - Classement général du Tour de Rhénanie-Palatinat
  - 2e du Tour du Gévaudan
  - 2e du championnat d'Allemagne du contre-la-montre par équipes amateurs
  -  Médaillé de la course en ligne des Jeux olympiques

### Palmarès professionnel
- 1990
  - 3e du championnat d'Allemagne sur route
- 1991
  - 2e du Coca-Cola Trophy
- 1992
  - 2e de Paris-Tours
- 1993
  - 2e du Tour de Cologne
- 1994
  - Herald Sun Tour :
    - Classement général
    - 7e étape

  - 2e du championnat d'Allemagne sur route
- 1995
  - 13e étape du Tour d'Espagne
  - 3e du Circuit de Getxo
  - 3e du Grand Prix de Plouay
- 1996
  -  Champion d'Allemagne sur route
  - 2e étape du Tour de Suède
- 1997
  - 6e étape de la Course de la Paix
  - Tour de Bavière :
    - Classement général
    - 3ea étape

  - Flèche ardennaise
  - 3ea étape du Tour du Danemark
  - Classement général du Tour de Hesse
  - 2e de la Course de la Paix
  - 2e du Tour de Berne
- 1998
  - Grand Prix Breitling (avec Udo Bölts)
  - 3e étape du Coca-Cola Trophy

## Résultats sur les grands tours

### Tour de France
5 participations
- 1993 : 87e
- 1994 : 106e
- 1996 : 76e
- 1997 : 84e
- 1998 : 80e

### Tour d'Italie
5 participations
- 1989 : 107e
- 1992 : 81e
- 1993 : 97e
- 1994 : abandon (12e étape)
- 1995 : 116e

### Tour d'Espagne
2 participations
- 1991 : 96e
- 1995 : 45e, vainqueur de la 13e étape